# Lovell (månkrater)
För andra betydelser, se Lovell.
Lovell är en nedslagskrater på månens baksida. Lovell har fått sitt namn efter den amerikanske astronauten Jim Lovell.

## Satellitkratrar
| Lovell | Latitud | Longitud | Diameter |
| ------ | ------- | -------- | -------- |
| F      | 36.7° S | 138.2° V | 24 km    |
| R      | 37.7° S | 144.0° V | 24 km    |